# Together Again (Evanescence)
«Together Again» (с англ. — «Снова вместе») — трек группы Evanescence (официальный би-сайд альбома The Open Door), распространяемый в цифровых магазинах.

## О песне
Би-сайд к альбому The Open Door. В одном из интервью Эми сказала, что ждет дождливого дня, чтобы дописать её, судя по всему она будет грустная. Песня писалась для фильма «Хроники Нарнии: Лев, колдунья и волшебный шкаф».
Эми относительно песни:
Она об уходе из дома, в который ты можешь больше не вернуться, и притяжению к чему-то пугающему и чудесному, находящегося далеко от дома.
Релиз сингла состоялся после землетрясения на Гаити 2010 года. Все деньги с продаж направляются на благотворительность.
Говоря о трагедии в Гаити и о Тogether Аgain, Эми подчёркивала, что боль объединяет людей, заставляя их держаться друг за друга, особенно в трудные моменты. Страдания, по её мнению, должны делать нас более чуткими и внимательными к окружающим, напоминая о важности сочувствия. Также Эми выразила благодарность за щедрые пожертвования, которые помогают увидеть ситуацию в более широком контексте.

## Список композиций
| №  | Название                          | Автор(ы) | Длительность |
| -- | --------------------------------- | -------- | ------------ |
| 1. | «Together Again» (Single version) | Эми Ли   | 3:20         |